# بين كرينشاو
بين كرينشاو (بالإنجليزية: Ben Crenshaw)‏ هو لاعب غولف أمريكي، ولد في 11 يناير 1952 في أوستن في الولايات المتحدة.

## وصلات خارجية
- الموقع الرسمي
- بين كرينشاو على موقع رابطة لاعبي الغولف المحترفين (الإنجليزية)
- بين كرينشاو على موقع رابطة أوروبا للاعبي الغولف المحترفين (الإنجليزية)
- بين كرينشاو على موقع رابطة اليابان للاعبي الغولف المحترفين (الإنجليزية)
- بين كرينشاو على موقع التصنيف العالمي الرسمي للغولف (الإنجليزية)
- بين كرينشاو على موقع إن إن دي بي (الإنجليزية)